# 丹麥的路易絲·奧古斯塔
丹麥的路易絲·奧古斯塔（丹麥語：Louise Augusta af Danmark，1771年7月7日—1843年1月13日），什勒斯維希-霍爾斯坦-森訥堡-奧古斯滕堡公爵夫人，丹麥國王克里斯蒂安七世的女兒，但被认为是卡羅琳·瑪蒂爾達王后和御医施特林泽的私生女。

## 家庭
1786年，路易絲·奧古斯塔與腓特烈·克里斯蒂安二世結婚，兩人共有2子1女：
- 卡羅琳·阿瑪莉埃（1796年—1881年），丹麥王后，克里斯蒂安八世的第二任妻子
- 克里斯蒂安·奧古斯特二世（1798年—1869年），什勒斯維希-霍爾斯坦-索恩德堡-奧古斯滕堡公爵
- 腓特烈王子（英语：Prince Frederick of Schleswig-Holstein-Sonderburg-Augustenburg）（1800年—1865）